# Riedhof (Seubersdorf in der Oberpfalz)
Riedhof ist ein Weiler und Ortsteil der Gemeinde Seubersdorf in der Oberpfalz im Landkreis Neumarkt in der Oberpfalz. Der Ort hatte im Dezember 2024 947 Einwohner.

## Geographie
Der Ort liegt etwa 6,5 Kilometer südwestlich von Seubersdorf.

## Geschichte
Riedhof gehörte nach dem Gemeindeedikt von 1808 zusammen mit Freihausen und Waldkirchen zur Ruralgemeinde Staufersbuch, ab 1818 bis 1821 dann zur neu entstandenen politischen Gemeinde Staufersbuch.
Ab dem Jahr 1848 war Riedhof Teil der neu entstandenen Gemeinde Hermannsberg. Dies blieb so bis zur Gebietsreform in Bayern und der Bildung der Großgemeinde Seubersdorf unverändert. Am 1. Januar 1976 kam der Riedhof zur damaligen Gemeinde Ittelhofen. Zusammen mit Ittelhofen wurde Riedhof am 1. Juli 1976 nach Seubersdorf eingemeindet.